# 제51회 베를린 국제 영화제
제51회 베를린 국제 영화제는 2001년 2월 7일에 열린 시상식이다.

## 수상 및 후보

### 황금곰상
- 정사 - 파트리스 쉐로 수상

### 은곰상:심사위원대상
- 북경 자전거 - 왕 샤오슈아이 수상
- 트래픽 - 베니시오 델 토로 수상

### 은곰상:심사위원상
- 초급자를 위한 이태리어 - 론 쉐르픽 수상
- 정글 재즈: 퍼블릭 에너미 #1 - 프랭크 피츠패트릭 수상

### 은곰상:감독상
- 아름다운 빈랑나무 - 린 쳉성 수상

### 은곰상:여자연기자상
- 정사 - 케리 폭스 수상

### 황금곰상:단편영화상
- 검은 영혼 - 마틴 차트란드 수상

### 황금곰상:명예황금곰상
- Kirk Douglas 수상

### 은곰상:알프레드 바우어상
- 늪 - 루크레시아 마르텔 수상

### 은곰상:공헌상
- 유어 더 원 - 라울 페레즈 쿠베로 수상

### 베를린카메라상
- Kei Kumai 수상

### 뉴탤런트상:남자연기자상
- 북경 자전거 - 추이 린 외 1명 수상

### 뉴탤런트상:여자연기자상
- 아름다운 빈랑나무 - 이심결 수상

### 블루 엔젤상
- 정사 - 파트리스 쉐로 수상